# Makovište
Makovište (izvirno srbsko Маковиште) je naselje v Srbiji, ki upravno spada pod Občino Kosjerić; slednja pa je del Zlatiborskega upravnega okraja.

## Demografija
V naselju živi 738 polnoletnih prebivalcev, pri čemer je njihova povprečna starost 46,1 let (45,0 pri moških in 47,2 pri ženskah). Naselje ima 267 gospodinjstev, pri čemer je povprečno število članov na gospodinjstvo 3,34.
To naselje je, glede na rezultate popisa iz leta 2002, večinoma srbsko.
|  |

| Demografija | Demografija     | Demografija     |
| Leto        | Št. prebivalcev | Št. prebivalcev |
| ----------- | --------------- | --------------- |
|             |                 |                 |
|             |                 |                 |
|             |                 |                 |
|             |                 |                 |
| 1948        | 1379            |                 |
| 1953        | 1524            |                 |
| 1961        | 1465            |                 |
| 1971        | 1370            |                 |
| 1981        | 1226            |                 |
| 1991        | 1046            | 1038            |
| 2002        | 898             | 893             |
|             |                 |                 |

| Etnična sestava po popisu iz leta 2002 | Etnična sestava po popisu iz leta 2002 | Etnična sestava po popisu iz leta 2002 | Etnična sestava po popisu iz leta 2002 | Etnična sestava po popisu iz leta 2002 |
| -------------------------------------- | -------------------------------------- | -------------------------------------- | -------------------------------------- | -------------------------------------- |
| Srbi                                   | Srbi                                   |                                        | 888                                    | 99,44%                                 |
| Neznano                                | Neznano                                |                                        | 4                                      | 0,44%                                  |